# Kim Hedås
Kim Kerstin Margareta Hedås, född 3 april 1965 i Hedemora i Dalarna, är en svensk tonsättare, bosatt i Stockholm.

## Biografi
Kim Hedås studerade komposition och elektroakustisk musik på Kungliga Musikhögskolan i Stockholm 1991–97 med Pär Lindgren som huvudlärare. 1998–2000 var hon hustonsättare vid Sveriges Radio P2 och skrev då bland annat verket Diorama för Sveriges Radios symfoniorkester.
Från att ursprungligen främst ha skrivit elektroakustisk musik har Kim Hedås övergått till en mer varierad produktion, som inkluderar orkester-, kammar- och körmusik. Hennes genombrott skedde 1994, med det elektroakustiska verket Good Morning, Love – It’s Springtime In My Heart! för vilket hon bland annat fick pris vid Grands prix internationaux de musique électroacoustique i Bourges, Frankrike samt ett hedersomnämnande vid Stockholm Electronic Arts Awards samma år. År 2002 uruppfördes hennes barnopera Junker Nils av Eka på Göteborgsoperan med text av Astrid Lindgren. Till invigningen av Vara konserthus 2003 skrev Hedås verket Vindla för Göteborgs Symfoniker. Hon har också skrivit verk för bland andra oboeisten Helen Jahren, pianisten Fredrik Ullén, slagverksensemblen Kroumata, accordeonisten Anita Agnas, kammarensemblen Pärlor för svin och ett flertal orkestrar. Hennes musik har uppförts i ett flertal länder.
I slutet av 1980-talet gjorde Hedås två shower tillsammans med Jonas Gardell: Kim å Jonas klang- och jubelkavalkad (1988), samt Kim å Jonas går igen (1989). Sedan 1980-talet har hon också skrivit musik till en mängd teater- och TV-produktioner, bland annat för stadsteatrarna i Stockholm, Göteborg och Malmö, Riksteatern, Dramaten och Sveriges Television. Hennes stycke Princess Bat with the Underground Stars beställdes av det kanadensiska skivbolaget empreintes DIGITALes och finns utgivet på två av deras CD-skivor.
Från 2011 har Kim Hedås samverkat med Petra Gipp, med tonsatt skulptural installation vid Kivik Art Centre på Österlen.
Hon har erhållit flera konstnärsstipendier, bland annat från Stockholms stad och Kungliga Musikhögskolan. Hon fick i juni 2014 uppdrag att installera ett ljudkonstverk i den nya gångbron över Västra hamnkanalen i Malmö vid Malmö Live.

## Verkförteckning
- Ici, elektroakustisk musik (1992)
- Furia för piano, slagverk och band (1993)
- Det gröna rummet för baryton, altgitarr, gitarr och kontrabas (1993)
- Good Morning, Love, elektroakustisk musik (1994)
- Vitt för 5 instrument och tape (1994)
- Korall för orkester (1994)
- O, elektroakustisk musik (1995)
- Dark Side, sceniskt intermezzo för 3 skådespelare och band (1995)
- Tre, tre, tre för blåsorkester (1995)
- Nights för slagverk och tape (1995)
- Cavondia, elektroakustisk musik (1995)
- Twins för 2 pianon (1996)
- Makrob, elektroakustisk musik (1996)
- Tatueraren för stråkkvartett (1996)
- Princess Bat  with the Underground Stars, elektroakustisk musik (1996)
- Juloratoriet, skådespelsmusik för röster och instrument till text av Göran Tunström (1996)
- Möbelmusik, elektroakustisk musik (1998)
- I för blandad kör, trombon, cello, slagverk och piano till text av Erik Johan Stagnelius (1998)
- Magnetit för kammarensemble (1999)
- Fira, elektroakustisk musik (2000)
- Krink för slagverkstrio (2000)
- Diorama för symfoniorkester (2000)
- Ett simtag i underjorden för slagverk och elektronik till text av Bruno K. Öijer (2000)
- Septett för klarinett, fagott, horn, violin, viola, cello och kontrabas (2000)
- Lux aeterna för blandad kör (2001)
- Fantasi för piano (2002)
- Junker Nils av Eka, kammaropera för sju sångare och fem musiker med libretto av Urban Lindh efter Astrid Lindgren (2002)
- Ljuspress för barockorgel (2002)
- Under luften för altflöjt, basklarinett, viola och cello (2002)
- Vindla för symfoniorkester (2003)
- Kom! för blandad kör (2004)
- Sommar och snö för vokalkvartett och 4 musiker till text av Kristina Lugn (2004)
- Rill för oboe och piano (2004)
- Stilla liv, elektroakustisk musik (2005)
- Calaerocci för klarinett och accordeon (2005)
- Så snart för flöjt, violin, cello och piano (2005)
- Om för slagverkssextett (2005)
- True Description, elektroakustiskt och violin (2006)
- Sand för blandad kör till text av tonsättaren (2006)
- Konsert för accordeon för accordeon och sinfonietta (2006)
- Myroldi för gitarrduo (2006)
- Dödsdansen för flöjt, violin, cello och piano (2007)
- Raivadiado, elektroakustisk musik (2008)
- Anger, elektroakustisk musik (2008)
- Lustarnas trädgård för sopran, blockflöjt och luta (2009)
- Mörkrets makt för 7 dragspel (2009)
- Hur går det? för vokalkvartett (2009)
- Kan bara vara intresserad för sex musiker och en röst till text av Lina Ekdahl (2009)
- Viola & Cinnober för piano, röster och elektronik (2009)
- Bara för flöjt, fagott, cello, 2 slagverkare och piano (2009)
- Intermezzo, elektroakustisk musik (2010)
- B till GDH för sex musiker (2011)
- Illusion (2011), elektroakustisk musik (2011)
- Segreto, elektroakustisk musik (2011)
- Tid för jul? för en musiker och en skådespelare (2012)
- Historien lyder för 3 musiker och 3 skådespelare (2012)
- Part, elektroakustisk musik (2012)
- Knot för blandad kör, elektroakustisk musik (2012)
- RE:CAI:O för symfoniorkester (2013)
- Arnaía, elektroakustisk musik till text av Märta Tikkanen (2014)
- Shiborimusik, musik till utställning, elektroakustiskt (2014)
- Silent Plan för altflöjt, basklarinett, slagverk, piano, violin, viola och cello (2014)
- Hennes budskap, för sopran, tenor, altflöjt och piano (2014)
- Via, elektroakustisk musik (2015)